# Cultura Manteña

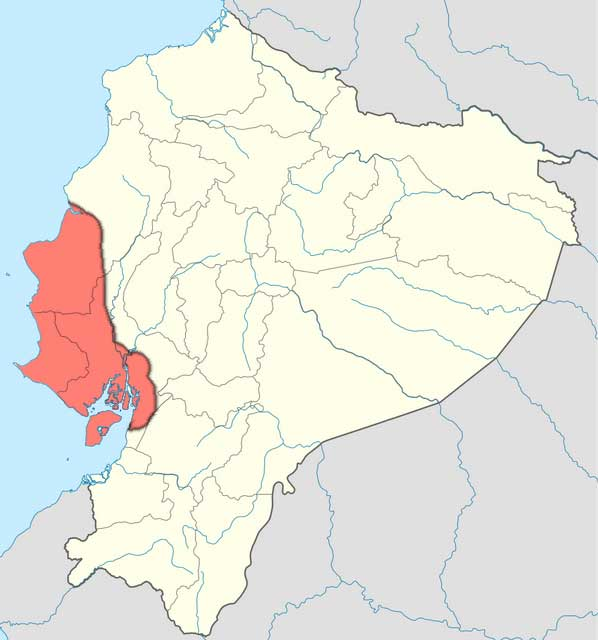
Mappa del territorio occupato dalla cultura manteña (in rosso) all'interno dei confini attuali dell'Ecuador.

La cultura Manteña (in spagnolo: Los Manteños) è l'ultima civiltà precolombiana attestata in Ecuador, datata tra il 1150 e il 400 b.p.

## Stanziamenti della cultura manteña in Ecuador
Il termine cultura manteña è stato coniato dall'archeologo Jacinto Jijón y Caamaño per designare gli insediamenti precolombiani ritrovati nei pressi della città di Manta e parzialmente inglobati dal tessuto urbano moderno. Il termine è stato poi utilizzato per riferirsi a diversi sottogruppi: cultura manteña del Nord, cultura manteña del sud, Punáe. 
Alcuni archeologi hanno contestato questa divisione e preferiscono usare il termine di origine incaica Huancanvelica per riferirsi a tutti i gruppi sopraindicati. Il principale metodo usato per la classificazione si basa sull'analisi dei ritrovamenti tombali e delle decorazioni corporali, come per esempio tatuaggi.
Tribù attinenti alla cultura manteña erano stanziate nella parte costiera della provincia di Manabí e di Guayas fino ad arrivare alla Baia di Caráquez e al fiume Chone a nord; stanziamenti manteños si spingevano fino al bacino del fiume Guayas a sud.
La città di Picoazá costituiva il centro di una tribú manteña, come testimoniato da ritrovamenti recenti.
Altri centri manteños sono stati identificati nelle aree Cerro de Hojas and Cerro Jaboncillo, Cerro de Paco, Cerro las Negras, Cerro los Santo, Bellavista, Agua Blanca, Loma de los Cangrejitos, López Viejo, Los Frailes, Montecristi, Olón, Salango e La Libertad.

## Stanziamenti e sostentamento
Il sostentamento delle tribù di manteños si basava principalmente in frutta e vegetali quali mais, arachidi, pomodori e cucurbita. Le abitazioni erano costruite principalmente con paglia e foglie di palma; è inoltre attestato l'uso di altri materiali come bambù e pietre fluviali per le fondamenta.
Molto diffusa era la pratica della pesca subacquea, in particolare per procacciarsi molluschi quali gli Spondylus. Lo Spondylus era considerato infatti cibo proprio delle divinità, e le sue conchiglie, dal colore purpureo e arancio, venivano anche utilizzate come valuta; tali conchiglie erano estremamente preziose e venivano esportate fino a raggiungere il territorio messicano.